# George H. Atkinson
George H. Atkinson war ein britischer Motorbootfahrer.
Atkinson nahm an den Olympischen Spielen 1908 in London über 40 Seemeilen in der A-Klasse teil. Auf dem Boot Wolseley-Siddeley, dass Hugh Grosvenor, 2. Duke of Westminster, gehörte, startete als drittes Besatzungsmitglied neben George Clowes zunächst Joseph Laycock im Duell gegen das Kontrahentenboot Dylan mit Thomas Scott-Ellis, 8. Baron Howard de Walden, und Alfred Fentiman. Die Dylan musste allerdings das Rennen nach der ersten Runde verlassen und, da kurz darauf schlechtes Wetter auch das verbleibende Boot Grosvenors behinderte, wurde das Rennen verschoben. Am nächsten Tag war Atkinson statt Laycock im Boot. Der neue Konkurrent war der Franzose Émile Thubron auf der Camille, der einzige nicht britische Teilnehmer im Feld. Entsprechend groß war die Enttäuschung der Briten, als die Wolseley-Siddeley nach zwischenzeitlicher Führung auf Grund lief und den Wettkampf aufgeben musste.
Das Boot Wolseley-Siddeley war nach den eingebauten Automotoren benannt und hatte bei früheren Rennen sogar eine Geschwindigkeit von bis zu 56 km/h erreicht.
Nach 1908 wurde Motorbootsport niemals mehr olympische Disziplin, sodass George Atkinson einer von wahrscheinlich nur 13 oder 14 Teilnehmern war, die je bei olympischen Motorbootwettbewerben gestartet sind.